# Фактор.BY
«Фактор. BY» — белорусское музыкальное шоу талантов, основной целью которого является поиск и развитие талантливых конкурсантов. Премьера состоялась 9 октября 2021 года на телеканале «Беларусь 1». Перед началом второго сезона проект сменил название с «Х-Фактор. Беларусь» на «Фактор. BY».
Для проекта на базе «Беларусьфильма» был создан съёмочный город с шоу-инфраструктурой. Главная сцена — самый большой павильон Беларуси площадью 1200 квадратных метров и более сотни световых установок. Кроме того, организаторы задействуют 24 камеры, а также две передвижные телевизионные станции — «Евфросиния» и «Рогнеда». Все конкурсанты выбираются путём публичных выступлений или подачи онлайн-заявок.

## Формат

### Предкастинги
На данном этапе конкурсанты делятся на четыре категории: девушки и парни возраста от 16 до 24 лет, участники от 25 лет и старше, а также вокальные коллективы. В репертуаре у конкурсантов должны присутствовать минимум 2 композиции. Выступление происходит без фонограмм и музыкального сопровождения.

### Телекастинги и прямые эфиры
9 октября 2021 года в эфир вышел первый выпуск первого сезона. Всего было 17 выпусков: 9 телекастингов (выпуски выходили в субботу и воскресенье вечером), 2 выпуска из тренировочного лагеря и 6 прямых эфиров (выпуски по субботам).
28 октября 2022 года в эфир вышел первый выпуск второго сезона. Теперь проект переместился в вечернем эфире с субботы на пятницу. Всего было 14 выпусков: 5 телекастингов, 1 выпуск из тренировочного лагеря и 8 прямых эфиров (выходили с 9 декабря 2022 года по 27 января 2023 года).
20 октября 2023 года в эфир вышел первый выпуск третьего сезона. Проект продолжил выходить по вечерам пятницы. Изменения произошли в составе жюри: Сергея Соседова заменил Иосиф Пригожин. Всего было 15 выпусков: 5 телекастингов, выпуск из тренировочного лагеря, полуфинал («стулья») и 8 прямых эфиров (выходили с 8 декабря 2023 года по 26 января 2024 года).
18 октября 2024 года в эфир вышел первый выпуск четвёртого сезона. Изменения произошли в составе наставников: Иосифа Пригожина, Серёгу и Руслана Алехно заменили Денис Клявер, Стас Ярушин и Владимир Громов. Всего было 15 выпусков: 5 телекастингов, выпуск из тренировочного лагеря, полуфинал («стулья») и 8 прямых эфиров (выходили с 6 декабря 2024 года по 24 января 2025 года).

### Ведущие
| Ведущие            | Сезоны | Сезоны | Сезоны | Сезоны |
| Ведущие            | 1      | 2      | 3      | 4      |
| ------------------ | ------ | ------ | ------ | ------ |
| Владимир Богдан    |        |        |        |        |
| Марианна Муренкова |        |        |        |        |

## Наставники
| Наставник       | Сезоны | Сезоны | Сезоны | Сезоны | Сезоны |
| Наставник       | 1      | 2      | 3      | 4      | 5      |
| --------------- | ------ | ------ | ------ | ------ | ------ |
| Сергей Соседов  |        |        |        |        |        |
| Серёга          |        |        |        |        |        |
| Ольга Бузова    |        |        |        |        |        |
| Руслан Алехно   |        |        |        |        |        |
| Иосиф Пригожин  |        |        |        |        |        |
| Денис Клявер    |        |        |        |        |        |
| Стас Ярушин     |        |        |        |        |        |
| Владимир Громов |        |        |        |        |        |

Состав наставников первых двух сезонов «Фактор. BY» состоял из четвёрки российских и белорусских знаменитостей:
- Сергей Соседов — российский журналист, музыкальный критик, телеведущий.
- Серёга — белорусский рэпер и хип-хоп-исполнитель.
- Ольга Бузова — российская телеведущая, певица, актриса театра, кино и дубляжа.
- Руслан Алехно — белорусский эстрадный певец и композитор, представитель Беларуси на песенном конкурсе «Евровидение-2008», заслуженный артист Республики Беларусь.

В третьем сезоне состав наставников изменился. Сергей Соседов покинул проект, а новым наставником стал:
- Иосиф Пригожин — российский музыкальный продюсер, бизнесмен, телеведущий.

В четвёртом сезоне состав наставников вновь подвергся изменениям. В проекте осталась лишь Ольга Бузова, к ней присоединились новые наставники:
- Денис Клявер — российский певец, музыкант, актёр кино, телевидения и дубляжа, композитор.
- Стас Ярушин — российский актёр, шоумен, телеведущий, певец, продюсер.
- Владимир Громов — белорусский оперный певец, заслуженный артист Республики Беларусь, народный артист Беларуси.

## Сезоны
На данный момент выпущено 4 сезона телешоу.
| Команда Соседова Команда Серёги Команда Бузовой Команда Алехно | Команда Пригожина Команда Клявера Команда Ярушина Команда Громова |

| Сезон | Премьера        | Финал           | Победитель       | 2 место           | 3 место             | Победивший наставник | Ведущие         | Ведущие            | Наставники     | Наставники          | Наставники   | Наставники      |
| Сезон | Премьера        | Финал           | Победитель       | 2 место           | 3 место             | Победивший наставник | Ведущие         | Ведущие            | 1              | 2                   | 3            | 4               |
| ----- | --------------- | --------------- | ---------------- | ----------------- | ------------------- | -------------------- | --------------- | ------------------ | -------------- | ------------------- | ------------ | --------------- |
| 1     | 9 октября 2021  | 25 декабря 2021 | Андрей Панисов   | Никита Белько     | Анастасия Кравченко | Ольга Бузова         | Владимир Богдан | Марианна Муренкова | Сергей Соседов | Серёга              | Ольга Бузова | Руслан Алехно   |
| 2     | 28 октября 2022 | 27 января 2023  | Иван Дятлов      | Владимир Арутюнян | Марго Новик         | Сергей Соседов       | Владимир Богдан | Марианна Муренкова | Сергей Соседов | Серёга              | Ольга Бузова | Руслан Алехно   |
| 3     | 20 октября 2023 | 26 января 2024  | Даниил Савеня    | Алексей Будько    | Маргарита Шибаева   | Серёга               | Владимир Богдан | Марианна Муренкова | Иосиф Пригожин | Серёга              | Ольга Бузова | Руслан Алехно   |
| 4     | 18 октября 2024 | 24 января 2025  | Виталий Богданов | Самир Ёлчиев      | Диана Лугина        | Ольга Бузова         | Владимир Богдан | Марианна Муренкова | Денис Клявер   | Стас Ярушин         | Ольга Бузова | Владимир Громов |
| 5     | 2025            | 2026            | Неизвестно       | Неизвестно        | Неизвестно          | Неизвестно           | Владимир Богдан | Марианна Муренкова | Иван Дятлов    | Анастасия Кравченко | Ольга Бузова | Алексей Хлестов |

## Первый сезон
В период 2020—2021 годов предкастинги прошли в крупнейших городах Беларуси: Гродно (100 претендентов), Могилёве (268), Гомеле (250), Витебске (100), Бресте, Барановичах, Лиде, Мозыре, Бобруйске и Минске (1500). Регистрация участников первого сезона осуществлялась по 23 мая 2021 года. 7 августа 2021 года организаторы сообщили, что успешно отобрали участников для первого сезона. По итогам предкастингов были определены 300 претендентов, которые выступили на этапах телекастингов. В первом сезоне в качестве судей выступили такие исполнители и публичные личности, как Искуи Абалян, Виктория Алешко, Светлана Боровская и КейСи. 10 августа начались съёмки проекта. С 25 сентября в эфир начали выходить дневники проекта.
9 октября 2021 года в эфир вышел первый сезон белорусского «X-Фактора». Ведущими проекта стали Владимир Богдан и Марианна Муренкова. Наставниками первого сезона были музыкальный критик Сергей Соседов, рэпер Серёга, певица Ольга Бузова и композитор Руслан Алехно. Победителем сезона стал Андрей Панисов, а Никита Белько и Анастасия Кравченко заняли второе и третье места соответственно.

### Финалисты
Легенда:

| — Победитель — Суперфиналист — Финалист — Полуфиналист | — Участник выбыл по результатам голосования телезрителей — Участник выбыл по результатам голосования наставников — Участник выбыл по результатам голосования наставников и телезрителей |

| Наставники     | Топ 14                      | Топ 14                      | Топ 14                    | Топ 14                         |
| -------------- | --------------------------- | --------------------------- | ------------------------- | ------------------------------ |
| Сергей Соседов | Карина Ерофеева 7 место     | Анастасия Кравченко 3 место | Денис Пацевич 4 место     | —                              |
| Серёга         | Марина Барановская 11 место | Анета Капба 12 место        | Фахриддин Хакимов 5 место | Артём Чирков 14 место          |
| Ольга Бузова   | Никита Белько 2 место       | Дмитрий Кексов 8 место      | Андрей Панисов 1 место    | Виктория Поплевченкова 9 место |
| Руслан Алехно  | Женя Веренич 6 место        | Виталий Дроб 13 место       | Николь Фургал 10 место    | —                              |

- 1 место — Андрей Панисов
- 2 место — Никита Белько
- 3 место — Анастасия Кравченко
- 4 место — Денис Пацевич
- 5 место — Фахриддин Хакимов
- 6 место — Женя Веренич
- 7 место — Карина Ерофеева
- 8 место — Дмитрий Кексов
- 9 место — Виктория Поплевченкова
- 10 место — Николь Фургал
- 11 место — Марина Барановская
- 12 место — Анета Капба
- 13 место — Виталий Дроб
- 14 место — Артём Чирков

### Гости прямых эфиров
- Первый прямой эфир: «Радиохиты» — Dabro
- Второй прямой эфир: «Песни о любви» — Filatov & Karas
- Третий прямой эфир: «Песни из кинофильмов» — Денис Клявер
- Четвёртый прямой эфир: «Песни ансамбля „Песняры“» — Песняры, Родион Газманов
- Пятый прямой эфир: «Песни о родителях и на выбор других участников» — Севак Ханагян
- Шестой прямой эфир: «Песни кастингов и на выбор наставника» — Ольга Бузова, Руслан Алехно, Серёга

## Второй сезон
Перед началом второго сезона проект поменял название с «Х-Фактор. Беларусь» на «Фактор. BY». С 14 по 21 августа 2022 года очные встречи жюри с потенциальными участниками проекта проходили в столичном концертном зале «Минск». В отборочном туре на второй сезон в качестве судей выступали суперфиналисты первого сезона, которые на протяжении недели прослушивали потенциальных конкурсантов. Съёмки этапа «Кастинги» начались 25 сентября 2022 года.
28 октября 2022 года в эфир вышел первый выпуск второго сезона. Состав наставников не изменился. Победителем сезона стал Иван Дятлов, а Владимир Арутюнян и Марго Новик заняли второе и третье места соответственно.

### Финалисты
Легенда:

| — Победитель — Суперфиналист — Финалист — Полуфиналист | — Участник выбыл по результатам голосования телезрителей — Участник выбыл по результатам голосования наставников — Участник выбыл по результатам голосования наставников и телезрителей |

| Наставники     | Топ 12                       | Топ 12                    | Топ 12                      |
| -------------- | ---------------------------- | ------------------------- | --------------------------- |
| Сергей Соседов | Артём Белый 4 место          | Иван Дятлов 1 место       | Артём Евлахов 12 место      |
| Серёга         | Владимир Арутюнян 2 место    | Ангелина Чудакова 6 место | Пьер Эдель 11 место         |
| Ольга Бузова   | Николай Волегов 8 место      | Марго Новик 3 место       | Александр Шимулевич 7 место |
| Руслан Алехно  | Азалия Гайнетдинова 10 место | Андрей Колосов 9 место    | Татьяна Прохоренко 5 место  |

- 1 место — Иван Дятлов
- 2 место — Владимир Арутюнян
- 3 место — Марго Новик
- 4 место — Артём Белый
- 5 место — Татьяна Прохоренко
- 6 место — Ангелина Чудакова
- 7 место — Александр Шимулевич
- 8 место — Николай Волегов
- 9 место — Андрей Колосов
- 10 место — Азалия Гайнетдинова
- 11 место — Пьер Эдель
- 12 место — Артём Евлахов

### Гости прямых эфиров
- Первый прямой эфир: «Популярные песни в Беларуси» — MIA BOYKA
- Второй прямой эфир: «Песни из детства» — Денис Клявер
- Третий прямой эфир: «Песни о любви» — Юлия Савичева
- Четвёртый прямой эфир: «Песни под оркестр» — Зара
- Пятый прямой эфир: «Песни на выбор других наставников и других участников» — Никита Белько, Андрей Панисов, Анастасия Кравченко
- Шестой прямой эфир: «Песни о родителях и ретро-хиты» — Виктор Салтыков
- Седьмой прямой эфир: «Легендарные и современные хиты» — Ольга Бузова
- Восьмой прямой эфир: «Песни на выбор наставника и участника» — Руслан Алехно, Ольга Бузова

## Третий сезон
С 3 по 7 августа 2023 года очные встречи жюри, в состав которого входили финалисты прошлых сезонов и популярные белорусские исполнители, с потенциальными участниками проекта проходили в Минске. Съёмки этапа «Кастинги» начались 24 сентября 2023 года.
20 октября 2023 года в эфир вышел первый выпуск третьего сезона. Состав наставников изменился: к оставшимся в проекте Серёге, Ольге Бузовой и Руслану Алехно присоединился новый наставник — музыкальный продюсер Иосиф Пригожин. Победителем сезона стал Даниил Савеня, а Алексей Будько и Маргарита Шибаева заняли второе и третье места соответственно.

### Финалисты
Легенда:

| — Победитель — Суперфиналист — Финалист — Полуфиналист | — Участник выбыл по результатам голосования телезрителей — Участник выбыл по результатам голосования наставников — Участник выбыл по результатам голосования наставников и телезрителей |

| Наставники     | Топ 12                  | Топ 12                       | Топ 12                    |
| -------------- | ----------------------- | ---------------------------- | ------------------------- |
| Иосиф Пригожин | Элен Бадалян 4 место    | Инга Гуреева 10 место        | Елена Фрейман 7 место     |
| Серёга         | Юрий Алехно 8 место     | Ваагн Минасян 9 место        | Даниил Савеня 1 место     |
| Ольга Бузова   | Алексей Будько 2 место  | Анастасия Малашкевич 5 место | Алёна Товстик 6 место     |
| Руслан Алехно  | Лиана Гумарова 12 место | Дуэт «Nuage» 11 место        | Маргарита Шибаева 3 место |

- 1 место — Даниил Савеня
- 2 место — Алексей Будько
- 3 место — Маргарита Шибаева
- 4 место — Элен Бадалян
- 5 место — Анастасия Малашкевич
- 6 место — Алёна Товстик
- 7 место — Елена Фрейман
- 8 место — Юрий Алехно
- 9 место — Ваагн Минасян
- 10 место — Инга Гуреева
- 11 место — Дуэт «Nuage»
- 12 место — Лиана Гумарова

### Гости прямых эфиров
- Первый прямой эфир: «Популярные песни в Беларуси» — Люся Чеботина
- Второй прямой эфир: «Ретро-хиты» — Игорь Николаев
- Третий прямой эфир: «Хиты шансона» — Стас Пьеха
- Четвёртый прямой эфир: «Новогодние песни из кинофильмов» — Валерия
- Пятый прямой эфир: «Песни на выбор других участников и дуэты с другими участниками» — Владимир Пресняков
- Шестой прямой эфир: «Песни о родителях и песни на белорусском языке» — Никита Белько, Анастасия Кравченко, Виктория Алешко, Иван Дятлов, Галина Качалова, Руслан Алехно
- Седьмой прямой эфир: «Авторские песни и интернет-хиты» — Ольга Бузова
- Восьмой прямой эфир: «Песни с кастингов и песни на выбор участника и наставника» — Ани Лорак

## Четвёртый сезон
27 мая 2024 года стартовал отбор на новый сезон музыкального шоу «Фактор.BY» Прослушивания прошли в Минске, Могилёве, Витебске, Бресте, Гомеле и Гродно. Съёмки этапа «Кастинги» начались 7 сентября 2024 года.
18 октября 2024 года в эфир вышел первый выпуск четвёртого сезона. Состав наставников обновился: к Ольге Бузовой присоединились новые наставники — певец Денис Клявер, актёр Стас Ярушин и оперный певец Владимир Громов. Победителем сезона стал Виталий Богданов, а Самир Ёлчиев и Диана Лугина заняли второе и третье места соответственно

### Финалисты
Легенда:

| — Победитель — Суперфиналист — Финалист — Полуфиналист | — Участник выбыл по результатам голосования телезрителей — Участник выбыл по результатам голосования наставников — Участник выбыл по результатам голосования наставников и телезрителей |

| Наставники                | Топ 12                     | Топ 12                    | Топ 12                   |
| ------------------------- | -------------------------- | ------------------------- | ------------------------ |
| Денис Клявер (младше 25)  | Мария Ошурик 6 место       | Арина Пехтерева 7 место   | Денис Примак 4 место     |
| Стас Ярушин (старше 25)   | Вахтанг Гелашвили 12 место | Екатерина Кузина 10 место | Диана Лугина 3 место     |
| Ольга Бузова (парни)      | Виталий Богданов 1 место   | Самир Ёлчиев 2 место      | Дмитрий Лошкарёв 9 место |
| Владимир Громов (девушки) | Татьяна Сытик 5 место      | Юлия Юхневич 11 место     | Милана Якимович 8 место  |

- 1 место — Виталий Богданов
- 2 место — Самир Ёлчиев
- 3 место — Диана Лугина
- 4 место — Денис Примак
- 5 место — Татьяна Сытик
- 6 место — Мария Ошурик
- 7 место — Арина Пехтерева
- 8 место — Милана Якимович
- 9 место — Дмитрий Лошкарёв
- 10 место — Екатерина Кузина
- 11 место — Юлия Юхневич
- 12 место — Вахтанг Гелашвили

### Гости прямых эфиров
- Первый прямой эфир: «Популярные песни в Беларуси» — bearwolf
- Второй прямой эфир: «Ретро-хиты» — Смысловые галлюцинации
- Третий прямой эфир: «Хиты шансона» — Сергей Трофимов
- Четвёртый прямой эфир: «Песни из кинофильмов» — Лариса Долина
- Пятый прямой эфир: «Песни на выбор других участников и дуэты с другими участниками» — Dabro
- Шестой прямой эфир: «Песни о родителях и песни 70-х и 80-х» — Игорь Саруханов
- Седьмой прямой эфир: «Современные хиты и песни на белорусском языке» — PIZZA
- Восьмой прямой эфир: «Песни с кастингов и песни на выбор участника» — Таисия Повалий